# Сольнок

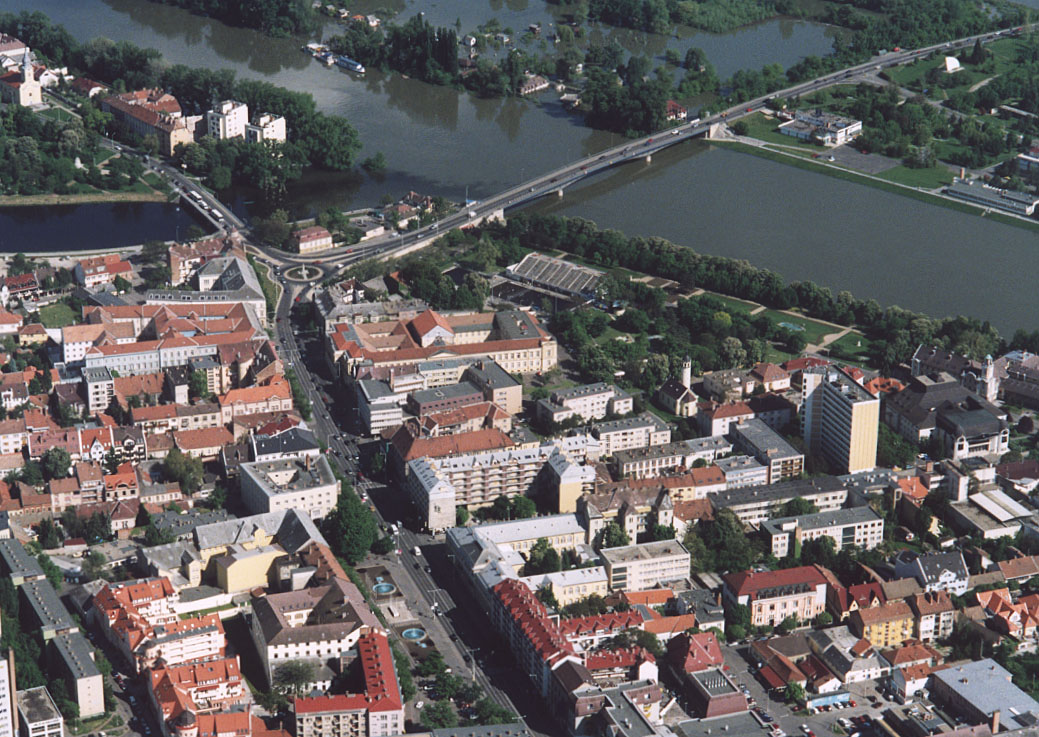
Вид Сольнока

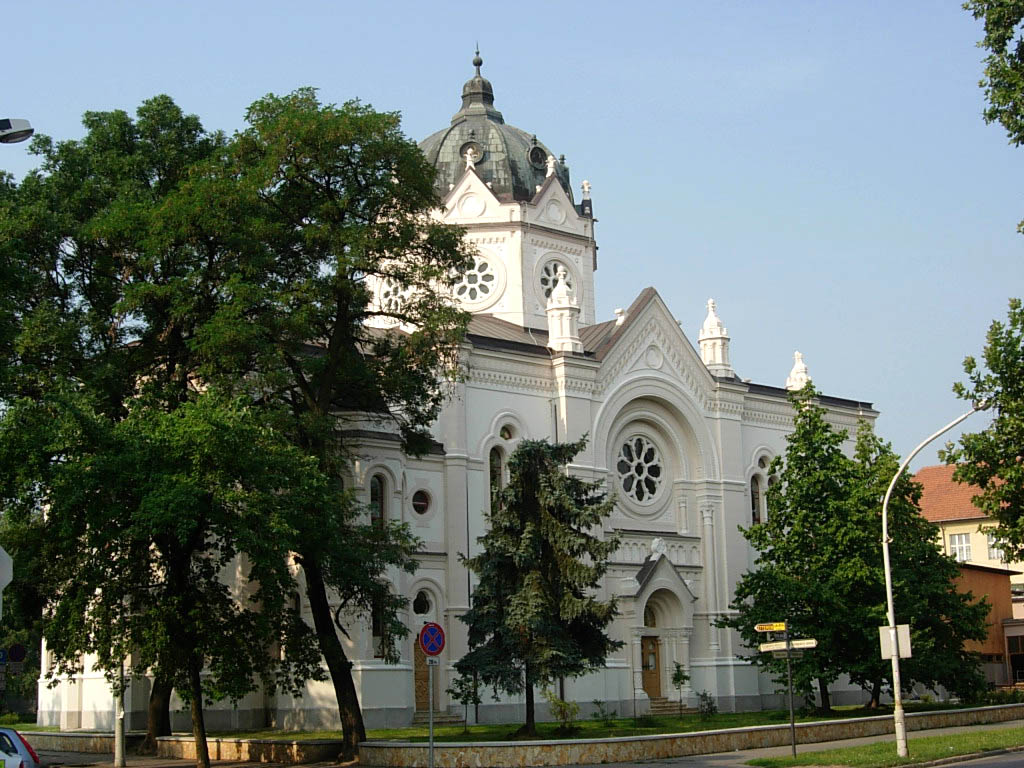
Синагога (в настоящее время сольнокская галерея)

Со́льнок (венг. Szolnok [ˈsolnok]) — город в центральной Венгрии, в регионе Северный Альфёльд, административный центр медье Яс-Надькун-Сольнок. Население — 73 106 чел. (2014).

## География и транспорт
Сольнок находится 90 километрах к юго-востоку от Будапешта и в 50 километрах к северо-востоку от Кечкемета. Город расположен на обоих берегах реки Тисы, исторический центр и большая часть города — на правом берегу рядом с устьем реки Задьва.
Через город проходит автомагистраль E60 Будапешт — Сольнок — Орадя, другие дороги идут на юг к Кечкемету и Сегеду и на север. Сольнок соединён железнодорожной магистралью с Будапештом, в Сольноке она разветвляется на два направления — одно — на Дебрецен, другое — на Бекешчабу. Время в пути на поезде от Будапешта — около полутора часов.

## История
Первое упоминание о городе относится к 1075 году, в это время Сольнок стал столицей одноимённого комитата. Имя Сольнок происходит от личного имени владельца укреплённого замка. В ходе монгольского нашествия XII века город был полностью разорён, вплоть до XVI века он оставался небольшой деревней.
В середине XVI века в связи с угрозой турецких нашествий замок Сольнока был укреплён и превращён в крепость. В 1552 году турки взяли город после упорной осады. За годы турецкого владычества в Сольноке были построены мечеть, минарет, бани и ряд других сооружений, большая часть которых впоследствии была разрушена.
Сольнок был освобождён в 1685 году, однако в ходе восстания Ференца Ракоци в начале XVIII века был вновь полностью разрушен. Возрождение и быстрый рост города в XVIII веке были непосредственно связаны с выгодным географическим положением на пересечении водного пути по Тисе и сухопутных торговых путей. В 1847 году Сольнок был связан с Будапештом железной дорогой.
Город сыграл видную роль в Революции 1848—1849 годов. Венгерский полководец Янош Дамьянич 5 марта 1849 года разбил в сражении при Сольноке части австрийской армии. В 1876 году Сольнок вновь стал столицей комитата. В 1879 году город насчитывал 16 000 жителей.
В ходе Румынской интервенции в Венгрию Сольнок серьёзно пострадал. С 1 августа 1919 года в самом городе и его окраинах начались битвы, Сольнок серьёзно пострадал в ходе боевых действий.
В 1944 году город вновь был почти полностью разрушен в ходе бомбардировок и уличных боёв между наступавшей Красной армией и вермахтом.
В социалистический период в городе было построено несколько промышленных предприятий, Сольнок стал санаторно-курортным центром благодаря открытым в городе термальным баням.

## Достопримечательности
- Музей венгерской авиации
- Музей Яноша Дамьянича
- Термальные бани
- Сольнокская галерея в здании Старой синагоги
- Католическая церковь
- Кальвинистская церковь

## Спорт
В городе существует футбольный клуб «Сольнок». Его домашним полем является стадион Тисалидети, вмещающий 10 000 зрителей.

## Население
| 2013   | 2014    | 2015    | 2021    | 2022    | 2023    | 2024    |
| ------ | ------- | ------- | ------- | ------- | ------- | ------- |
| 73 193 | ↘73 106 | ↘72 786 | ↘69 725 | ↘66 061 | ↗67 126 | ↘66 426 |

## Города-побратимы
- Бая-Маре, Румыния (1990)
- Бельско-Бяла, Польша (23 сентября 1995)[12]
- Бэнбу, Китай
- Днепр, Украина (13 сентября 2013)[13][14][…]
- Иствуд[вд], Великобритания (2006)
- Кикинда, Сербия
- Раквере, Эстония (сентябрь 2008)[15]
- Ройтлинген, Германия (1990)
- Форли, Италия (1998)
- Шохам, Израиль (2001)
- Юдза, Япония (4 ноября 2000)